# Onthophagus devexicornis
Onthophagus devexicornis är en skalbaggsart som beskrevs av Gillet 1930. Onthophagus devexicornis ingår i släktet Onthophagus och familjen bladhorningar. Inga underarter finns listade i Catalogue of Life.